# Кадимарко (Бреша)
Кадимарко је насеље у Италији у округу Бреша, региону Ломбардија.
Према процени из 2011. у насељу је живело 350 становника. Насеље се налази на надморској висини од 41 м.